# Die Zwerge
Die Zwerge-Reihe ist eine Fantasyromanreihe des deutschen Schriftstellers Markus Heitz. Sie wurde 2003 mit dem Roman Die Zwerge eröffnet und in den Folgejahren mit den Titeln Der Krieg der Zwerge (Oktober 2004) und Die Rache der Zwerge (2005) fortgesetzt. Der vierte Band Das Schicksal der Zwerge wurde im Februar 2008 veröffentlicht. Sieben Jahre später erschien im Februar 2015 der fünfte Band Der Triumph der Zwerge. Im September und November 2021 wurde die Reihe mit dem Doppelband Die Rückkehr der Zwerge fortgesetzt. Auch die Romanreihe Die Legenden der Albae, die von den blutrünstigen Gegenspielern der Zwerge handeln, spielt in derselben Welt.

## Publikationsgeschichte
Als deutsche Antwort auf den Romanerfolg Die Orks von Stan Nicholls veröffentlichte der Heyne Verlag im November 2003 Die Zwerge. Der erste Band wurde sowohl auf Deutsch als auch auf Englisch veröffentlicht. Nach der Übernahme der Heyne-Fantasy-Reihe durch den Piper-Verlag, der mittlerweile alle fünf Bände verlegt, erschienen im Oktober der Jahre 2004 und 2005 die Fortsetzungen Der Krieg der Zwerge und Die Rache der Zwerge. Wie im Vorwort des dritten Teils angekündigt, ließ Heitz „dem Geborgenen Land Zeit für sich […] ohne, dass jemand zuschaut.“ und setzte erst im Februar 2008 mit der Veröffentlichung von Das Schicksal der Zwerge die Reihe fort. Ein fünfter Band war zwar dem Nachwort zufolge nicht geplant, jedoch gab Markus Heitz in einem Interview bekannt, dass ein fünfter Band erscheinen soll. Heitz kündigte aber eine Romanreihe über die Albae, blutrünstige, elbenähnliche Antagonisten aus den Zwergen-Büchern, an. Unter dem Titel Gerechter Zorn ist der erste Teil der Reihe namens Die Legenden der Albae Ende April 2009 im Piper-Verlag erschienen.
2011, 2012, 2013 und 2014 folgten die restlichen vier Bücher der Albae-Reihe, die laut Heitz damit abgeschlossen ist.
Im Februar 2015 wurde die Reihe über die Zwerge mit dem fünften Band Der Triumph der Zwerge fortgesetzt. Laut Heitz ist ein weiterer Band nicht ausgeschlossen.
Anfang 2005 begann die internationale Verbreitung der Reihe. Nach ihrer Veröffentlichung in Deutschland, Österreich und der Schweiz sind die Romane seitdem auch in Tschechien erhältlich. Im Oktober 2005 wurden die Rechte nach Italien verkauft. Es folgten die Niederlande, Polen und Spanien. Im Mai 2006 unterschrieb Piper die Verträge mit dem britischen Orbit-Verlag, der Veröffentlichungstermin für das Vereinigte Königreich und die USA war auf Juli/August 2009 angesetzt. Auch auf Japanisch wird es Die Zwerge geben. Probleme bei der Übersetzung des Wortes Zwerg – wie bereits vor der Publikation in Tschechien, verzögerten die Veröffentlichung jedoch bis auf Ende 2008. Mittlerweile sind die Bücher auch in Frankreich erschienen, für eine chinesische Ausgabe wurde ein Vertrag unterzeichnet. Auch der griechische, ungarische und russische Buchmarkt haben ihr Interesse an der Reihe bekundet.
Bis Ende 2011 wurden von der Zwerge-Reihe über 1,5 Millionen Exemplare verkauft.
Neben den sechs Hauptromanen veröffentlichte der Rollenspielverlag Pegasus Press die drei Spielbücher Die dritte Expedition, Die Sterne der Tiefen und Botengang, interaktive Bücher, bei denen der Leser die Handlung durch eigene Entscheidungen lenken kann.

## Erfolg und Auszeichnungen
Das Schicksal der Zwerge stieg Anfang März 2008 hinter Ken Folletts Die Tore der Welt und Charlotte Roches Feuchtgebiete auf Rang drei der Spiegel-Bestsellerliste im Bereich Belletristik (Hardcover).
Der Krieg der Zwerge wurde im Oktober 2005, Die Rache der Zwerge im Oktober 2006 und Das Schicksal der Zwerge im Oktober 2009 mit dem Leserpreis Deutscher Phantastik-Preis, der jährlich von der Website phantastik-news.de vergeben wird, als „Bester nationaler Roman“ ausgezeichnet. Die Zwerge und Markus Heitz selbst waren ebenfalls für Preise nominiert.
Die Zwerge-Reihe war nicht nur Heitz’ Durchbruch als Fantasyautor, ihr großer kommerzieller Erfolg ermöglichte es dem Schriftsteller auch, sich hauptberuflich aufs Schreiben zu konzentrieren.

## Umsetzungen
Die Zwerge erschien im September 2006 als Hörbuchfassung bei Hörbuch Hamburg, Der Krieg der Zwerge im März 2007, Die Rache der Zwerge im August 2007 und Das Schicksal der Zwerge zeitgleich mit der Veröffentlichung des Romans im Februar 2008. Gelesen werden diese gekürzten Audio-Umsetzungen von Johannes Steck.
Für Februar 2010 kündigten Heitz und der Verlag eine „neue Dimension der Lesung“ an. Begleitet von der Mittelalterszene-Band Corvus Corax vertonte Johannes Steck im Theaterzelt Das Schloss in München die Handlung des ersten Zwerge-Romans. Die Premiere fand am 9. Februar 2010 in Anwesenheit Markus Heitz’ statt, es folgten 10 weitere Live-Lesungen in München sowie im Herbst 2010 eine Deutschland-Tournee und ein Open Air 2014. Auch 2015 und 2016 sollen weitere Termine von Zwerge Live folgen.
Ende Dezember 2006 sicherte sich die Produktionsfirma Hofmann & Voges Entertainment GmbH die Filmrechte am ersten Band der Tetralogie. Bei einem Erfolg des Films plante Hofmann & Voges auch die Verfilmung der Fortsetzungen. Zunächst wollte man einen Kinofilm produzieren, entschied sich dann aber doch für einen TV-Zweiteiler. Als Drehbuchautor für den Film konnte Mathias Dinter gewonnen werden. Die Dreharbeiten sollten ursprünglich im Jahr 2010 beginnen. Im Oktober 2008 stellte Hofmann & Voges einen Blog online, der über die Vorgänge der Produktion informieren sollte. Letzterer wurde allerdings im Herbst 2010 wieder aus dem Netz genommen. Am 6. April 2011 gab Markus Heitz auf seiner Internetpräsenz bekannt, dass es doch keine Kino-Verfilmung des Romans geben werde.
In einer Pressemitteilung vom 8. September 2011 wurde bekannt geben, dass die Romanreihe jedoch als internationale Serie umgesetzt werden soll. EOS Entertainment und H & V Entertainment sollen als Produzenten dienen.
Der Verlag Pegasus Spiele veröffentlichte 2012 das Brettspiel Die Zwerge von Michael Palm und Lukas Zach, das inhaltlich auf der Fantasyreihe von Markus Heitz basiert. Das kooperative Spiel für 2–5 Mitspieler ab 12 Jahren ist auf 60–120 Minuten ausgelegt. Zwei Monate nach Erscheinen des Spiels gab es im Dezember 2012 zusätzlich die „Die Zwerge- Albae-Erweiterung“, die zu den drei Schwierigkeitsgraden eine weitere hinzufügte.
Im Dezember 2013 veröffentlichte der Splitter Verlag den ersten Teil einer Graphic Novel zum Roman „Die Zwerge“. Die Geschichte des ersten Romans soll in insgesamt vier Comic-Bänden erscheinen.
Die Questor GmbH Berlin entwickelte in Partnerschaft mit dem Verlag Pegasus Spiele eine interaktive Umsetzung der Abenteuerspielbücher für Smartphones und Tablets. Im Oktober 2014 erschien Die Zwerge „Die dritte Expedition“, im Februar 2015 wurde die kostenlose Geschichtensammlung Die Zwerge „Prolog“ veröffentlicht und seit Mai 2015 steht die Umsetzung des Abenteuerspielbuchs „Die Sterne der Tiefen“ im iTunes Store und Google Play zum Download.
Am 7. Juli 2015 wurde durch das Gaming Magazin „Hooked“ eine Umsetzung des ersten Buches als Videospielumsetzung von King Art geleakt. Der Leak wurde mittlerweile bestätigt.

## Handlung

### Band 1:Die Zwerge
Das Geborgene Land unterliegt der Bedrohung durch die Orks, Trolle und Oger, die über die fünf Gebirgspässe versuchen, in das von Bergen umgebene Land einzudringen. Die fünf Zwergenreiche, deren Bewohner mit der Verteidigung dieser Pässe beauftragt sind, stehen kurz vor dem Fall, und als der Steinerne Torweg, der Nordpass im Zwergenreich der Fünften und mit ihm der gesamte Stamm fällt, dringt das sogenannte Tote Land immer weiter vor. Wer auf diesem Grund stirbt, wird zu einem Untoten und stellt sich gegen seine Waffenbrüder.
Unterdessen werden die sieben Menschenreiche und das Elbenreich Âlandur durch die Albae, die dunklen, grausamen Verwandten der Elben, die im Norden des Landes ein Reich namens Dsôn Balsur gegründet haben, angegriffen. Allein die Magi und Magae (lat. Zauberer) können den Vormarsch der Orks und Albae mithilfe von magischen Schranken verhindern.
Tungdil Bolofar ist ein Zwerg, der nichts über seinen Stamm oder seine Herkunft weiß. Er wuchs als Findelkind in den Stollen des menschlichen Magus Lot-Ionan auf, von dem er u. a. das Lesen lernte. Als ihn sein Ziehvater auf einen Botengang zu einem seiner ehemaligen Famuli (Zauber-Schüler) schickt, um ihm einen Sack mit Utensilien zu überbringen, beginnt Tungdils Abenteuer. Denn als er den Schüler in seiner Behausung, dem Schwarzjoch, im Zentrum des Geborgenen Landes nicht antrifft, ist er fest entschlossen, seine Aufgabe dennoch zu erfüllen, und macht sich auf die Suche.
Währenddessen werden die fünf Magi und Magae von ihrem Kollegen Nudin in die Hauptstadt seines Zauberreiches Lios Nudin, nach Porista, gerufen, um an einer Auffrischung der magischen Barrieren teilzunehmen. Diese Versammlung endet tödlich für die Zauberkundigen, denn Nudin entpuppt sich als der Verräter Nôd’onn und tötet seine Freunde auf grausame Art. Als die Herrscher der Menschenreiche davon erfahren, stellen sie ein Heer auf, um die Hauptstadt des Zauberers, in der sich das Zentrum der Magiefelder befindet, die die sechs Zaubererreiche speist, zu stürmen.
Unterdessen trifft Tungdil auf die Zwillingsbrüder Boïndil und Boëndal aus dem Stamm der Zweiten und erfährt von den schrecklichen Ereignissen und dem Tod seines Ziehvaters Lot-Ionan. In den Utensilien, die ihm der Zauberer für seinen Famulus mitgegeben hat, entdeckt Tungdil ein Buch, in dem sich die Schmiedeanleitung für die Feuerklinge befindet, eine mächtige Waffe, die allein in der Lage ist, Nôd’onn zu töten. Die Zwillinge führen ihn in die Feste Ogertod, ihr Reich im Süden.
Unterwegs treffen die drei auf Andôkai, die letzte Maga, und ihren Wächter Djerůn, ein unheimliches Wesen in einer stählernen Rüstung. Im Reich der Zweiten begegnet Tungdil dem sterbenden Zwergengroßkönig Gundrabur Weißhaupt. Eine Versammlung der Stämme ist im Gange, bei der ein Nachfolger bestimmt werden soll.
Da Gundrabur von den Zweiten stammte und die Dritten als Zwergenhasser von den Versammlungen ausgeschlossen sind, muss nun ein Großkönig aus den Reihen der Vierten antreten. Gandogar Silberbart, König der Vierten, scheint der einzige Anwärter auf das Amt des Großkönigs zu sein. Da sieht Tungdil seine einzige Chance, die Zwerge zum Schmieden der Feuerklinge zu bewegen, und bewirbt sich ebenfalls, obwohl er nicht einmal sicher ist, überhaupt ein Vierter zu sein.
Balendilín Einarm, der Berater Gundraburs, bestärkt Tungdil in seinem Vorhaben, da Gandogar beabsichtigt in einen Krieg gegen die Elben zu ziehen. Der König der Vierten wird nämlich durch seinen Mentor Bislipur beeinflusst, welcher nur vorgibt, ein Vierter zu sein, in Wahrheit aber zu den Zwergenhassern der Dritten gehört. Balendilín fordert die beiden Anwärter auf, einen Wettkampf auszutragen. Da die Kontrahenten nach mehreren Aufgaben (unter anderem eine Art Eierlauf mit einem Behältnis voll flüssigen Goldes, wobei sich etwas davon über Tungdils Hand ergießt, was ihm den Beinamen „Goldhand“ einbringt), die sich die beiden gegenseitig stellen, gleichauf liegen, muss es zu einem entscheidenden Wettkampf kommen. Tungdil schlägt eine Expedition zum Schmieden der Feuerklinge vor und dass der, der es zuerst vollbringt, mit der Waffe zurückzukehren und den verräterischen Magus zu vernichten, den Thron des Großkönigs besteigen soll.
Doch liegt die Esse, in der die Axt geschmiedet werden kann, im gefallenen Reich der Fünften, das nun von Orks bewohnt wird. Die beiden Thronanwärter scheuen aber nicht zurück und bilden sich jeweils ein Team aus den besten Steinmetzen der Zweiten, den besten Schmieden der Ersten und den besten Gemmenschleifern der Vierten, um die Aufgabe erfüllen zu können.
Mit Hilfe eines von Zwergen gebauten, unterirdischen Tunnelsystems, das mit Loren auf Schienen durchfahren werden kann, gelangen Tungdil und seine Freunde schnell nach Norden und erreichen schließlich das Tote Land. Während dieser Reise trifft Tungdil auf den Mimen Rodario und seine Gefährten Furgas und Narmora, mit denen sie aus der Stadt Mifurdania fliehen, die von Orks angegriffen wird. Außerdem verliebt sich Tungdil in die Schmiedin Balyndis Eisenfinger aus dem Stamm der Ersten, die bei der Herstellung der Feuerklinge helfen soll. Im Reich der Fünften kann die Mannschaft an den Orks vorbei zur Esse Drachenbrodem vordringen. Dort trifft sie auf eine Gruppe untoter Zwerge aus dem Stamm der Fünften, die sich gegen den Willen des Bösen gewendet haben und seitdem die Esse vor den Angriffen der Orks verteidigen.
Nur mit Hilfe dieser Untoten, unter denen sich auch deren Stammvater Giselbart Eisenauge befindet, den vereinten Kräften der vier Zwergenstämmen und den schauspielerischen Talenten Rodarios gelingt es Tungdil, die Feuerklinge zu schmieden und aus dem Reich der Fünften zu fliehen. Auch begegnen sie Gandogar, dessen Mannschaft getötet wurde, und nehmen ihn mit.
Als den Zwergen die Unterstützung der Elben Âlandurs zunächst versagt bleibt, beschließen sie, auf eigene Faust zum Schwarzjoch zu ziehen, wo sich der Großteil von Nôd’onns Heer verschanzt hat. Es kommt zu einer gigantischen Schlacht um das Schwarzjoch, bei der die Zwerge, die Menschen, welche in Porista fast vernichtend geschlagen wurden, und schließlich auch die Elben gegen die Orks und Albae ins Feld ziehen.
Tungdil überlässt die Feuerklinge Narmora, einer Halbalbin, denn in dem Buch heißt es, dass nur ein Feind der Zwerge sie gegen Nôd’onn führen könne. Doch Narmoras Versuch schlägt fehl. Auf einer Brücke im Innern des Schwarzjochs wird sie von einem Alb überrascht und verliert die Feuerklinge. Tungdil, der den Kampf beobachtet hat, bahnt sich einen Weg durch die kämpfenden Orks, um die verlorene Axt wiederzufinden, doch Bislipur kommt ihm zuvor.
Der Verräter bedroht Tungdil mit der Feuerklinge und offenbart ihm, dass nicht nur er, sondern auch Tungdil zum Stamm der Dritten gehören. Er bietet Tungdil an, sich den Dritten anzuschließen und so der Vernichtung, die den anderen Stämmen durch Nôd’onn zuteilwerden wird, zu entgehen. Doch Tungdil will nicht akzeptieren, dass er eigentlich zu den Zwergenhassern gehört und wirft sich in einen Kampf gegen Bislipur, der mit dem Tod des Verräters endet.
Als Tungdil die Feuerklinge schließlich in den Händen hält, beginnt die Waffe plötzlich zu leuchten, und dem Zwerg wird klar, dass er, wahrhaftig ein Dritter, nun als einziger in der Lage ist, Nôd’onn zu töten.
Mit der Prophezeiung, dass das Geborgene Land nun dem Untergang geweiht sei, geht der dunkle Magus dahin, und der Ausgang der Schlacht wendet sich zum Guten. Tungdil wird als Held gefeiert, doch Balyndis’ Ankündigung, seine Gemahlin zu werden, stellt all das natürlich weit in den Schatten.

### Band 2:Der Krieg der Zwerge
Nach der Schlacht am Schwarzjoch ziehen zwei Orkheere nach Norden: Die Orks des Toten Landes werden in einer Schlacht vollständig vernichtet, während die Toboribor-Orks in einen entseelten Wald, ein Überbleibsel des Toten Landes, fliehen und dort schwarzes Wasser finden, das sie unsterblich macht, solange man ihnen nicht den Kopf abschlägt. Der Orkfürst Ushnotz beschließt, im ehemaligen Reich der Fünften ein neues Orkreich zu gründen, doch die Zwerge kommen ihm zuvor: Die Ersten, Zweiten und Vierten schicken Abordnungen von Zwergen, um das Reich neu aufzubauen.
Derweil erfährt Tungdil einen Rückschlag: Balyndis’ Clan hat ihr Glaïmbar Scharfklinge als Ehemann auserwählt und will von Tungdil nichts wissen. Glaïmbar wird zum neuen König der Fünften gewählt, und Tungdil muss sich zwingen, seinen Hass gegen ihn unter Kontrolle zu halten.
Als man vom nahenden Orkheer erfährt, macht sich Tungdil auf zu den Freien, einer unterirdischen Gemeinschaft von Zwergen, die sich aus Ausgestoßenen und Gegnern der starren Regelungen in den Zwergenreichen zusammensetzt. Der Eingang zum Reich der Freien führt durch einen See. Dort werden Tungdil und seine Begleiter von Albae angegriffen, alle sterben bis auf Tungdil und Boïndil. Tungdil verliert auch noch die Feuerklinge an die Albae. Im Reich der Freien bittet Tungdil den König Gemmil um Beistand gegen die Orks und lernt dabei die Chirurga Myrmianda Alabasterhaut kennen. In der folgenden Schlacht rettet Tungdil Glaïmbar das Leben, trifft auf die Albin, die mit seiner Feuerklinge kämpft, aber die Albin entkommt.
Derweil eignen sich die Dritten, die Todfeinde der anderen Zwerge, durch Bestechung das Schwarzjoch an und versuchen, den verrückten König Belletain des Menschenreichs Urgon davon zu überzeugen, die Vierten anzugreifen. Vom Schwarzjoch aus führt ein unterirdischer Gang ins Jenseitige Land westlich von den Ersten, wo vor kurzem ein Meteorit niedergegangen ist, dessen Einschlag einen Großteil des Zwergenreichs beschädigt hat. Durch Pyrotechnik schüren die Dritten die Furcht von der von Nôd’onn angekündigten „Gefahr aus dem Westen“.
Andôkai, die letzte Maga, die im wiederaufgebauten Porista nach neuen Famuli sucht, stellt fest, dass die schwangere Halbalbin Narmora magische Fähigkeiten besitzt. Da diese nicht freiwillig ihre Famula werden will, wendet Andôkai eine List an: Sie vergiftet Narmoras Gefährten Furgas, schiebt es auf Straßenräuber und zwingt Narmora so, Magie zu studieren, um Furgas zu retten. Durch einen Unfall bei der Anwendung von Magie verliert Narmora ihren ungeborenen Sohn, bringt aber eine gesunde Tochter zur Welt.
Als das Gerücht der Avatare aufkommt, Splitter des boshaften Gottes Tion, die alles Böse vernichten wollen und dabei nur verbrannte Erde zurücklassen, schlagen die Dritten zu: Sie behaupten, eine Waffe gegen die Avatare zu haben, und zwingen die anderen Zwerge dazu, ihre Königreiche aufzugeben und ins Jenseitige Land zu verschwinden. Bei der Versammlung nutzt Narmora, die Andôkais falsches Spiel längst durchschaut hat, die Gelegenheit einer schweren Verletzung der Maga und tötet sie heimlich, um ihre magische Energie in sich aufzunehmen und sich für den Tod ihres Sohnes und die Vergiftung ihres Gefährten zu rächen.
Tungdil stellt mit den Freien Zwergen die Dritten, als diese das nun verlassene Königreich der Ersten übernehmen wollen, und erkennt, dass sie gar keine Waffe haben. In der folgenden Schlacht wird Myr, die mit Tungdil inzwischen den Ehernen Bund geschlossen hat, getötet, und Tungdil muss erfahren, dass sie eine Spionin der Dritten und die Tochter des Königs der Dritten war. Als jedoch die Nachricht vom Nahen der Avatare, an deren Existenz die Dritten bislang nicht geglaubt haben, verkündet wird, handeln die Zwerge eine Waffenruhe aus.
Die Albae, deren Reich bislang belagert wurde, verbünden sich mit den restlichen Heeren des Geborgenen Landes, um die Avatare zu besiegen. Wie sich jedoch herausstellt, sind die Avatare nur Magi, die sich, ähnlich wie die Dritten eine Legende zu Nutze machen, um die Macht über das Geborgene Land zu gewinnen. Ihre Anführerin ist eine uralte, mächtige Lehrerin der Elben, eine Eoîl. Sie reist nach Porista, das daraufhin von den Zwergen, Menschen und Albae belagert wird. Die Elben wissen um die Abstammung der Eoîl und greifen deshalb nicht ein. Trotz der verlorenen Schlacht, in der unter anderem Tungdils Freund Boëndal tödlich verwundet wird, gelingt es der Eoîl, mit einer Energiewelle, die sie den Stern der Prüfung nennt, alle Geschöpfe Tions, also Orks, Albae, Trolle etc., im Geborgenen Land zu vernichten und ihre Energie in einem Diamanten zu sammeln. Dabei kommen auch Narmora und ihre Tochter um. Danach tötet Tungdil die Eoîl, um ihr die unermessliche Macht des Diamanten, in dem sich zudem die gesamte Magie des Geborgenen Landes konzentriert, zu verwehren.
Der verrückte Belletain hat derweil sein Heer gegen die Festung der Dritten geworfen und sie beinahe restlos ausgelöscht. Die verbliebenen Dritten söhnen sich mit den restlichen Zwergen aus, und so wird der Zwist zwischen den Zwergenstämmen beigelegt. Boëndal stirbt nach der Schlacht an seinen Wunden und wird ins Blaue Gebirge gebracht, um dort wie ein echter Krieger und Zwerg beerdigt zu werden. Ingrimmsch benutzt als Andenken an ihn den Krähenschnabel, seine alte Waffe, da seine beiden Beile unter den Trümmern des zerstörten Palastes in Porista begraben wurden.
Um zu verhindern, dass der Diamant in die falschen Hände gerät, werden für den Elben-, jeden Zwergen- und Menschenkönig und Tungdil Goldhand, abermals Held der Schlacht, Duplikate des Kristalls hergestellt. Das Original und die Duplikate werden versteckt, so dass niemand jemals an die unendliche Macht gelangen kann.
Tungdil reist in das nun verlassene Albaereich Dsôn Balsur, um sich die Feuerklinge zurückzuholen. Dabei trifft er Salfalur, den Dritten, der seine Eltern getötet hat, und bezwingt ihn in einem harten Kampf. Er entschließt sich, in den verlassenen Stollen Lot-Ionans zurückzukehren und diesen wieder bewohnbar zu machen. Bald gesellt sich Balyndis zu ihm, die von Glaïmbar freigegeben wurde, weil dieser wusste, wem ihr Herz gehört. Sie überbringt ihm auch die Neuigkeit vom Verschwinden eines der Duplikate. Mit der gegenseitigen Zusicherung des Eheversprechens endet dieser Roman.

### Band 3:Die Rache der Zwerge
Nagsòr und Nagsar Inàste, die ehemaligen Herrscher über Dsôn Balsur, flüchten vor dem Stern der Prüfung in das ehemalige Orkreich Toboribor und fallen dort in eine Starre. Nagsar wird von den überlebenden Orks geschändet und gebiert fünf Mischwesen aus Ork und Alb. Furgas, der nach dem Tod seiner Frau und seiner Tochter durch den Stern der Prüfung aus Verbitterung nach dem Untergang des Geborgenen Landes trachtet, verbündet sich mit zwei Dritten und den Albae. Mit einer tauchenden Insel entdeckt er in den Seen Weyurns eine neue magische Quelle und schafft mit ihrer Hilfe magische Rüstungen für die fünf Mischwesen sowie den neugeborenen Sohn namens Aiphatón von Nagsòr und Nagsar.
Ein Teil der Elben von Âlandur wurde durch die Eoîl bekehrt, tötet den Elbenfürsten Liútasil und beginnt damit, die anderen Königreiche zu infiltrieren, um die Errichtung eines Reiches der Reinheit vorzubereiten. Sie nennen sich Eoîl Atár.
Balyndis gebiert Tungdil einen Sohn, der aber bei einem Unfall in einem Fluss ertrinkt. Tungdil gibt sich die Schuld daran und wird aus Kummer alkoholabhängig.
Fünf Jahre nach der Schlacht von Porista beginnen die Mischwesen, Jagd auf den Diamanten der Eoîl zu machen, da Nagsòr mit seiner Hilfe glaubt, seine Schwester Nagsar wiedererwecken zu können, da in dem Artefakt unermessliche Kraft ruht. Auch die Untergründigen, Zwerge aus dem Jenseitigen Land, stehlen einige der falschen Diamanten, die zur Vertuschung des Aufbewahrungsortes des Originals hergestellt wurden.
Die Vorgänge rufen Tungdil auf den Plan, der zunächst von seinem Freund Boïndil von der Trauer um seinen Sohn „geheilt“ werden muss. Bei einem Besuch in Âlandur werden die beiden misstrauisch gegenüber den Elben, die Gesandte in alle Königreiche schicken, angeblich um herauszufinden, ob die anderen Völker es wert sind, ihr Wissen zu teilen.
Währenddessen entdeckt Rodario auf der Suche nach seinem Freund Furgas die tauchende Insel und befreit Furgas, der vorgibt, von den Dritten gefangengehalten worden zu sein.
Ein Rat aller Könige und Königinnen beschließt, die verbliebenen Diamanten in einer Festung mit einer Armee zu sichern, jedoch werden die Diamanten während der Überführung von den Mischwesen gestohlen. Dabei findet Tungdil am Rand Âlandurs einen schwer verwundeten Elben, der anscheinend von seiner Art verfolgt worden war, und nimmt ihn mit. Außerdem gelingt es Tungdil, Verhandlungen mit den Untergründigen, einem Zwergenvolk, welches außerhalb des Geborgenen Landes lebt, einzuleiten, die ihm schließlich verraten, dass der Diamant ein Schlussstein zur Schwarzen Schlucht ist, aus der, wenn das Fehlen des Diamants bemerkt würde, schreckliche Kreaturen herausströmten.
Mit einer Streitmacht brechen Tungdil und seine Freunde auf, um die tauchende Insel zu erobern. Dabei verschwindet Furgas und wird für tot gehalten, zwei der Mischwesen werden getötet. Mithilfe der neuen magischen Quelle gelingt es, den versteinerten Magus Lot-Ionan wiederzubeleben. Er heilt den gefundenen Elben, woraufhin Tungdil die Wahrheit über die Atár erfährt.
Die Ubariu, orkähnliche Wesen aus dem Jenseitigen Land und Freunde der Untergründigen, helfen bei der Eroberung Toboribors und der Enttarnung der Atár, die daraufhin Gandogar, den Großkönig der Zwerge, erschlagen. Als Rachefeldzug führt Ginsgar Ungewalt ein Zwergenheer gegen Âlandur und vernichtet die Elben fast vollständig. Nagsòr flieht in einen Tunnel, der von Weyurn aus ins Jenseitige Land führen sollte, um weitere Bestien zu holen, aber noch nicht fertiggestellt ist. Dort wird er von Tungdil und seinen Gefährten zum Kampf gestellt. Nagsor tötet nacheinander Tungdil und alle seine Gefährten. Als nur Lot-Ionan übrig bleibt, der seit seiner Wiederbelebung bei weitem nicht die Kraft aus früheren Tagen hat, erscheint dem Magus der Geist des toten Nudin. In seiner Not stimmt Lot-Ionan einer Verschmelzung seines Geistes mit dem Nudins zu. Durch die dadurch erhaltene Macht tötet er schließlich Nagsòr und stellt anschließend, als er Tungdil und die anderen wiederbelebt und heilt, fest, dass er mit seiner neuen Macht sogar Tote wiedererwecken kann. Da Tungdil seine Feuerklinge verloren hat, schmiedet er aus einem Schwert des Albs seine neue Waffe Blutdürster.
Als Ginsgar Ungewalt sich nach dem Feldzug gegen die Elben zum neuen Großkönig ausrufen lässt, spaltet sich die Meinung der Zwerge. Die Zwergenherrscher wollen Tungdil als Vermittler verpflichten, doch dieser ist der Meinung, dass sie sich selbst darum kümmern müssen, da er die ständigen Zwiste leid ist und ins Jenseitige Land gehen will ohne die Absicht, je zurückzukehren. Auch den ehernen Bund mit Balyndis löst er auf.
Der Weg Tungdils und seiner Freunde führt sie zur Schwarzen Schlucht, etwa fünfzehn Tagesmärsche nordöstlich des Geborgenen Landes, um sie mithilfe des Diamanten wieder zu verschließen. Doch der totgeglaubte Furgas war schneller und hat den Kreaturen bereits den Weg hinaus gezeigt, und so kommt es zu einer gewaltigen Schlacht, während der Goda, Boïndils angehende Gemahlin, den Diamanten in seine Halterung steckt, da sie in gewisser Weise auch Magie beherrschen kann, und die Barriere somit wiederherstellt. Tungdil bleibt verschollen, doch seine Freunde glauben nicht an seinen Tod.

### Band 4:Das Schicksal der Zwerge
250 Jahre sind vergangen, seit Tungdil verschwunden ist. Das Geborgene Land wird von den Albae unter der Führung von Aiphatón (ihrem Kaiser und Sohn der beiden Unauslöschlichen) und den Dson Aklán (Drei mächtige Albaekrieger), dem Magier Lot-Ionan, dem Drachen Lohasbrand und dem Kordrion beherrscht. Der zweite Stamm der Zwerge wurde fast ausgerottet, bis auf jene, die sich in den unterirdischen Städten bei den freien Zwergen verstecken. Der Rest der Zwergenstämme hält gegen die Besatzer stand, bis auf die Dritten, die zunächst mit den Albae kämpfen. Boïndil und Goda haben inzwischen mehrere Kinder bekommen. Zwei können Magie gebrauchen, und das dritte Kind, Boëndalin, ist ein hervorragender Krieger. Eines Tages zersplittert und erlischt der Diamant, der den Schutzwall um die Schwarze Schlucht mit Kraft versorgt. Eine Armee von Scheusalen macht sich bereit, die Festung zu stürmen, während Boïndil und seine Kämpfer eine Verteidigung aufbauen. Auch der Kordrion, ein riesiges drachenähnliches Wesen, taucht auf, gefolgt von einem Zwerg in nachtschwarzer Tionium-Rüstung. Boïndil stürmt auf ihn zu, da er nicht glauben kann, dass Tungdil der Anführer der Scheusale sein kann. Doch bevor es zu einem Kampf kommen kann, vertreibt der seltsame Zwerg den Kordrion durch einen Stoß seines Schwertes Blutdürster in dessen Auge. Allein Ingrimmsch ist sich sicher, Tungdil vor sich zu haben.
Als eine Gestalt auftritt, die Tungdil aus der Schwarzen Schlucht kennt, macht er seinen Gefährten klar, dass sie nicht gegen diesen Feind standhalten werden. So ziehen Boïndil und der vermeintliche Tungdil zu einem „Kreuzzug“ durch das Geborgene Land, um den Magier Lot-Ionan zu zwingen, mit ihnen gegen die Gestalt aus der schwarzen Schlucht zu kämpfen. Mit einer Gruppe Zwerge zieht er gegen den Kordrion, den Magier Lot-Ionan und die Albae. Auf dem Weg durch das Land treffen sie auf den Mimen Rodario, der von dem Unglaublichen Rodario abstammt, eine Maga und auf die Freiheitskämpferin Mallenia, die von König Mallen abstammt. Es stellt sich heraus, dass der Drache Lohasbrand, der das Königreich Weyurn regiert und die eigentliche Königin Wey XI gefangenhält, bereits tot ist und seine Vasallen (die Lohasbrander) dies dem Volk verheimlicht haben, um die Macht weiter nutzen zu können.
In der einstigen Stadt des ehemaligen Famulus von Lot-Ionan finden Balyndar (der Sohn von Balyndis, der Königin der Fünften), Slîn (der beste Armbrustschütze der Vierten), und Ingrimmsch die einst verschwundene Feuerklinge wieder. Tungdil überlässt sie Balyndar.
Sie reisen zusammen ins Reich von Lot-Ionan, wo der Albaekaiser bereits einen Angriff gegen den Magus führt. Sie gelangen an die Energiequelle des Magus, dort treffen sie auf zwei seiner Famuli. Sie besiegen sie und erfahren dadurch, dass Lot-Ionan in das Land der Albae gereist ist, um das Reich zu zerstören. Wieder machen sich die Gefährten auf den Weg. Sie treffen den Magus in der Hauptstadt an. Tungdil überredet seinen Ziehvater, sie zu unterstützen. Tungdil führt schließlich nach erfolgreichem Feldzug die Truppen des Geborgenen Landes in die Schlacht gegen die jenseitigen Horden der schwarzen Schlucht. Auch dieser Kampf gelingt, und er vernichtet seinen ehemaligen Lehrmeister, den Zwergenmagus der Jenseitigen. Danach zerstört er ein für alle Mal die Schwarze Schlucht. Anschließend wird Tungdil jedoch von einer Untergründigen, die denkt, Tungdil sei ein Trugbild, getötet. Sie schlägt Tungdil mit der Feuerklinge ins Herz und wird im selben Moment von einem Bolzen in ihr Herz von Slîn getötet. Ob es sich um den echten Tungdil Goldhand gehandelt hat, wird man nun nie erfahren. Doch das Geborgene Land und all seine Bewohner können nun endlich wieder in Frieden leben. Boïndil wird zum König des Stammes der Zweiten gewählt, außerdem wird ihm auch die Großkönigswürde angetragen, letztere lehnt er jedoch ab.

## Ausgaben

### Buchausgaben
- Markus Heitz: Die Zwerge (Band 1). 640 Seiten, kartoniert, Piper-Verlag, München, November 2003, ISBN 3-492-70076-4.
- Markus Heitz: Der Krieg der Zwerge (Band 2). 608 Seiten, kartoniert, Piper-Verlag, München, Oktober 2004, ISBN 3-492-70093-4.
- Markus Heitz: Die Rache der Zwerge (Band 3). 640 Seiten, kartoniert, Piper-Verlag, München, Oktober 2005, ISBN 3-492-70114-0.
- Markus Heitz: Das Schicksal der Zwerge (Band 4). 622 Seiten, kartoniert, Piper-Verlag, München, Februar 2008, ISBN 3-492-70152-3.
- Markus Heitz: Der Triumph der Zwerge (Band 5). 656 Seiten, kartoniert, Piper-Verlag, München, Februar 2015, ISBN 3-492-70351-8.
- Markus Heitz: Die Rückkehr der Zwerge, Teil 1 (Band 6.1). 480 Seiten, kartoniert, Droemer Knaur, September 2021, ISBN 978-3-426-22755-8.
- Markus Heitz: Die Rückkehr der Zwerge, Teil 2 (Band 6.2). 432 Seiten, kartoniert, Droemer Knaur, November 2021, ISBN 978-3-426-22756-5.
- Markus Heitz: Das Herz der Zwerge, Teil 1 (Band 7.1). 480 Seiten, kartoniert, Knaur HC, September 2022, ISBN 978-3-426-22785-5.
- Markus Heitz: Das Herz der Zwerge, Teil 2 (Band 7.2). 500 Seiten, kartoniert, Knaur HC, November 2022, ISBN 978-3-426-22786-2.

#### Abenteuerspielbücher
- Markus Heitz: Die dritte Expedition. 256 Seiten, Pegasus Press, Oktober 2005, ISBN 3-937826-46-7.
- Markus Heitz & Nicole Schuhmacher: Die Sterne der Tiefen. 272 Seiten, Pegasus Press, September 2006, ISBN 3-937826-48-3.
- Markus Heitz & Nicole Schuhmacher: Botengang. 296 Seiten, Pegasus Press, Juli 2009, ISBN 3-939794-20-1.

#### Spielbuch Apps
- Markus Heitz: Die Zwerge 400 Seiten, illustriert, StoryQuest, 2014, Berlin, erhältlich für Android und iOS
- Markus Heitz: Die Sterne der Tiefen 400 Seiten, illustriert, StoryQuest, 2015, Berlin, erhältlich für Android und iOS
- Markus Heitz: Prolog 200 Seiten, illustriert, StoryQuest, 2015, Berlin, erhältlich für Android und iOS
- Markus Heitz: Botengang 400 Seiten, illustriert, StoryQuest, 2015, Berlin, erhältlich für Android und iOS

#### Graphic Novels
- Markus Heitz, Yann Krehl & Che Rossié: Die Zwerge Band 1: Tungdil. 48 Seiten, Hardcover, Splitter Verlag, Dezember 2013, ISBN 978-3-86869-541-0
- Markus Heitz, Yann Krehl & Che Rossié: Die Zwerge Band 2: Der Thronanwärter. 64 Seiten, Hardcover, Splitter Vertrag, Juni 2016, ISBN 978-3-86869-542-7
- Markus Heitz, Yann Krehl & Che Rossié: Die Zwerge Band 3: Die Expedition. 72 Seiten, Hardcover, Splitter Vertrag, März 2020, ISBN 978-3-86869-543-4
- Markus Heitz, Yann Krehl & Che Rossié: Die Zwerge Band 4: Die Feuerklinge. 72 Seiten, Hardcover, Splitter Vertrag, August 2022, ISBN 978-3-86869-544-1

### Hörbuchausgaben
- Die Zwerge (Band 1). 11 CDs, gelesen von Johannes Steck, Hörbuch Hamburg, September 2006, ISBN 3-89903-269-1.
- Der Krieg der Zwerge (Band 2). 11CDs, gelesen von Johannes Steck, Hörbuch Hamburg, März 2007, ISBN 3-89903-400-7.
- Die Rache der Zwerge (Band 3). 11CDs, gelesen von Johannes Steck, Hörbuch Hamburg, August 2007, ISBN 3-89903-435-X.
- Das Schicksal der Zwerge (Band 4). 10CDs, gelesen von Johannes Steck, Hörbuch Hamburg, Februar 2008, ISBN 3-89903-488-0.
- Der Triumph der Zwerge (Band 5). 10CDs, gelesen von Johannes Steck, Hörbuch Hamburg, Februar 2015, ISBN 978-3-86952-251-7.
- Die Rückkehr der Zwerge, Teil 1 (Band 6.1). 1 MP3-CD, gelesen von Johannes Steck, argon hörbuch, September 2021, ISBN 978-3-7324-1897-8.
- Die Rückkehr der Zwerge, Teil 2 (Band 6.2). 1 MP3-CD, gelesen von Johannes Steck, argon hörbuch, November 2021, ISBN 978-3-7324-1898-5.

### Videospiel-Umsetzung
Das Bremer Entwickler-Studio King Art entwickelte auf Grundlage des ersten Romans ein Computerspiel für PC, Xbox One, PlayStation 4, Mac und Linux. Der Veröffentlichungstermin des Spiels war der 1. Dezember 2016. Kontakt zum Autor Markus Heitz entstand durch einen Mitarbeiter der Firma, der zuvor am Design eines Kartenspiels zu „Die Zwerge“ mitwirkte. Das Spiel wurde im Juli 2015 durch einen sogenannten „Leak“ enthüllt, erstmals öffentlich präsentiert auf der Gamescom 2015. Am 1. September 2015 startete eine Crowdfunding-Kampagne mit dem Ziel, das Spiel größer und besser zu machen, etwa durch einen Multiplayer-Modus.
Die Handlung folgt der des ersten Buchs der Reihe und stellt bekannte Orte und Personen in den Vordergrund. Der Spieler übernimmt in diesem Rollenspiel die Kontrolle über Tungdil und begleitet ihn auf seiner Reise durch das geborgene Land. Nach und nach sammelt er die bekannten Gefährten um sich, erkundet aus den Büchern vertraute Orte und schlägt taktisch geprägte Schlachten gegen große feindliche Übermächte – bis zu vier Helden kämpfen gegen buchstäblich Hunderte Orks, Oger oder sonstige Kreaturen Tions.

### Brettspiele
- Die Zwerge – Grundspiel, Lukas Zach, Michael Palm, Pegasus Spiele, September 2016, 2–5 Spieler, ab 10 Jahre, 60–90 Minuten, EAN: 4250231710667
- Die Zwerge: Charakter-Erweiterung, Lukas Zach, Michael Palm, Pegasus Spiele, September 2016, 2–5 Spieler, ab 10 Jahre, 60–90 Minuten, EAN: 4250231711121
- Die Zwerge: Die Saga-Erweiterung, Lukas Zach, Michael Palm, Pegasus Spiele, September 2016, 2–5 Spieler, ab 10 Jahre, 60–90 Minuten, EAN: 4250231704635
- Die Zwerge – (Die Mini-Erweiterung) Der Triumph der Zwerge, Pegasus Spiele, Juni 2016, 2 Spieler, ab 10 Jahre, 20–40 Minuten, EAN: 4250231706332
- Die Zwerge – (Die Mini-Erweiterung) Mit vereinten Kräften, Pegasus Spiele, September 2016, 2–5 Spieler, ab 10 Jahre, 60–90 Minuten, EAN: 4250231709319
- Die Zwerge – Big Box, Pegasus Spiele, August 2020, 2–6 Spieler, ab 10 Jahre, 60–90 Minuten, EAN: 4250231726828